# 楓樹里 (臺中市)
楓樹里，是臺灣臺中市南屯區所轄的一里。

## 地理
位於南屯區最南端，東以精誠南路與南區為界、西至黎明路與中和里接壤、南至黎明路與烏日區為界、北至鎮平國小與鎮平里為界、東北邊則為豐樂里。